# Toni cardiaci

Valvole cardiache: "B" (Bicuspide o mitrale), "T" (Tricuspide), "A" (Aortica), e "P" (Polmonare).
I tono: causato dalla chiusura delle valvole atrioventricolari Mitrale (B) e Tricuspide (T) - II tono: causato dalla chiusura delle valvole semilunari Aortica (A) e Polmonare (P).

 I toni cardiaci, prodotti durante il "battito cardiaco", sono l'aspetto sonoro della cinetica cardiaca.
Tali toni vengono prodotti dalle valvole cardiache, al loro chiudersi, o dal flusso sanguigno che passa attraverso esse.

## Descrizione
Quando le valvole si chiudono in seguito all'innalzamento della pressione nelle camere a valle, producono una breve vibrazione che assomiglia al rumore di una vela riempita dal vento. Questa vibrazione si trasmette alle pareti del torace, dove può essere percepita con la mano o udita  dall'orecchio umano, dal fonendoscopio, registrati con un fonocardiogramma o con un ecocardiografo.
Di solito i toni vengono riferiti con una circonlocuzione onomatopeica, tum-ta in italiano, lubb-dub in inglese, doop-teup in tedesco, rrupp-ta per i turchi, htat-ta per i russi, frou-ti in francese e do-ki per i giapponesi.

## I toni
I toni udibili dall'orecchio umano nell'individuo sano sono quattro:, detti primo, secondo, terzo e quarto tono. 
1. Il primo tono, che sull'elettrocardiogramma corrisponde all'intervallo PR, è una vibrazione compresa tra i 25 e i 45Hz e presenta tre componenti:[1]
  - una serie di vibrazioni a bassa frequenza, che originano nel miocardio ventricolare, all'inizio della sistole ventricolare;
  - chiusura quasi contemporanea delle valvole tricuspide e mitralica, all'inizio della sistole ventricolare;
  - vibrazioni di bassa intensità prodotte dall'apertura delle valvole semilunari polmonare e aortica e dall'eiezione ventricolare del sangue, che batte sulle pareti delle arterie.
2. Il secondo tono è di 50Hz, generato dalla chiusura delle valvole semilunari, polmonare e aortica. Nell'esame ECG corrisponde alla fine dell'onda T.[1]
3. Il terzo tono, o galoppo ventricolare, compare circa 200ms dopo il secondo, ed è causato dal brusco riempimento del ventricolo. È udibile tipicamente nei bambini e i soggetti con alta gittata cardiaca.[1]
4. Il quarto tono, o galoppo atriale, precede di circa 100ms il primo, ed è invece generato dalla sistole atriale o pre-sistole.[1] È discussa la natura patologica di un quarto tono presente in soggetti adulti senza anomalie cardiache.[1] Una delle possibili ipotesi di questo tono aggiuntivo è il cosiddetto "Split-S2", fenomeno che si verifica quando le valvole semilunari (aortica e polmonare) non si chiudono in perfetta contemporaneità, generando un doppio suono.

Nel primo e secondo tono si possono auscultare le due componenti separatamente, soprattutto in determinate condizioni, siano esse fisiologiche che patologiche. Lo sdoppiamento del secondo tono è per esempio di più facile osservazione nel giovane e in inspirazione.